# TaiwanPlus
TaiwanPlus (Taiwan+) — медиаплатформа аудиовизуального стриминга. Проект, официально запущенный 30 августа 2021 года, был учреждён Министерством культуры Китайской Республики под эгидой Центрального агентства новостей. Это первая тайваньская платформа для продвижения английских аудиовизуальных новостей и программ о Тайване для международной аудитории. Дата начала вещания — 30 августа 2021 года.

## Краткое описание
Медиаплатформа TaiwanPlus стала крупнейшей тайваньской видеоплатформой в истории Тайваня. Она была создана с целью познакомить зарубежную аудиторию с тайваньскими программами, новостями и историей. Разнообразный контент включает как новостные программы, так и программы культурного и художественного содержания. TaiwanPlus стремится донести голос Тайваня до широкой аудитории во всем мире и предоставить англоязычному миру мультимедийные отчёты о региональных событиях и проблемах. Reuters сообщило, что создание TaiwanPlus с первоначальным бюджетом 23 миллиона долл. США направлено на противодействие информационной политике материкового Китая, который активно распространяет точку зрения правящей Коммунистической партии Китая через англоязычные СМИ, особенно через официальную китайскую английскую сеть CCTV China Global Television Network (CGTN), при этом власти Китая продолжают оказывать давление на Тайвань на международной арене.

## История создания
Ещё в июле 2020 года Министерство культуры Китайской Республики поручило общественному телеканалу PTS (англ. Public Television Service) создать англоязычную онлайн-аудиовизуальную платформу и план развития международной медиаплатформы, которая могла бы рассказывать международной аудитории о об опыте и ценностях Тайваня. Этот приоритетный проект, получивший название «Международный проект цифровых коммуникаций», был оценён в 1 млрд тайваньских долларов. Первоначально планировалось, что он будет запущен в 2021 году и будет охватывать новости, программы, тематические фильмы, документальные фильмы. В тайваньском обществе высказывались сомнения, что данный проект сделает PTS «большим иностранным пропагандистским агентством», аналогичным китайскому государственному иновещанию. Председатель PTS Фэн Сяо-фэй однажды раскритиковал правящие власти за вмешательство в работу PTS в посте в Facebook, отстаивая независимость PTS, на которую посягнули высокопоставленные чиновники. После того, как многие директора выразили недовольство, 27 июля PTS провела экстренное заседание совета директоров и, наконец, одобрила план аудиовизуальной платформы 11 голосами против 4. Генеральный менеджер PTS Мао Вэньцзе, исполнительный заместитель генерального директора Се Цуй-юй и пресс-менеджер Су Ци-чжэнь подали в отставку в знак протеста. В конце концов, 29 июля Министерство культуры объявило, что отзывает предложение о создании «Международной аудиовизуальной платформы», и планирует найти другой способ её реализации и постарается начать вещание 1 января 2021 года .
В мае 2021 года план был окончательно принят Центральным агентством новостей и официально получил название TaiwanPlus. Цай Цю-ань, исполнительный вице-президент по Азии и управляющий директор Fox Media Group в Азии, назначен на должность генерального директора
30 августа 2021 года, когда была официально запущена потоковая медиаплатформа Taiwan+, тайваньский исторический сериал «Секалу: Формоза 1867», стал доступен для аудитории исключительно в зарубежных регионах.